# Jeanne Parisot
Pour les articles homonymes, voir Parisot.
 (mai 2021).
La mise en forme du texte ne suit pas les recommandations de Wikipédia : il faut le « wikifier ».
Les points d'amélioration suivants sont les cas les plus fréquents :
- Les titres sont pré-formatés par le logiciel. Ils ne sont ni en capitales, ni en gras.
- Le texte ne doit pas être écrit en capitales (les noms de famille non plus), ni en gras, ni en italique, ni en « petit »…
- Le gras n'est utilisé que pour surligner le titre de l'article dans l'introduction, une seule fois.
- L'italique est rarement utilisé : mots en langue étrangère, titres d'œuvres, noms de bateaux, etc.
- Les citations ne sont pas en italique mais en corps de texte normal. Elles sont entourées par des guillemets français : « et ».
- Les listes à puces sont à éviter, des paragraphes rédigés étant largement préférés. Les tableaux sont à réserver à la présentation de données structurées (résultats, etc.).
- Les appels de note de bas de page (petits chiffres en exposant, introduits par l'outil «  Source ») sont à placer entre la fin de phrase et le point final[comme ça].
- Les liens internes (vers d'autres articles de Wikipédia) sont à choisir avec parcimonie. Créez des liens vers des articles approfondissant le sujet. Les termes génériques sans rapport avec le sujet sont à éviter, ainsi que les répétitions de liens vers un même terme.
- Les liens externes sont à placer uniquement dans une section « Liens externes », à la fin de l'article. Ces liens sont à choisir avec parcimonie suivant les règles définies. Si un lien sert de source à l'article, son insertion dans le texte est à faire par les notes de bas de page.
- La présentation des références doit suivre les conventions bibliographiques. Il est recommandé d'utiliser les modèles {{Ouvrage}}, {{Chapitre}}, {{Article}}, {{Lien web}} et/ou {{Bibliographie}}. Le mode d'édition visuel peut mettre en forme automatiquement les références.
- Insérer une infobox (cadre d'informations à droite) n'est pas obligatoire pour parachever la mise en page.

Pour une aide détaillée, merci de consulter Aide:Wikification.
Si vous pensez que ces points ont été résolus, vous pouvez retirer ce bandeau et améliorer la mise en forme d'un autre article.
 (juin 2021).
Si vous disposez d'ouvrages ou d'articles de référence ou si vous connaissez des sites web de qualité traitant du thème abordé ici, merci de compléter l'article en donnant les références utiles à sa vérifiabilité et en les liant à la section « Notes et références ».
 (juin 2021).
 (mai 2021).
- Si vous ne connaissez pas le sujet, laissez ce bandeau (vous pouvez alors contacter les auteurs).
- Si vous supprimez le contenu mis en cause (vous pouvez préalablement contacter les auteurs),

argumentez précisément cette suppression dans la page de discussion
(un manque de référence n'est pas un argument ; une recherche réelle de référence doit avoir été effectuée, être formellement documentée).
Jeanne Parisot est l'épouse du lieutenant-colonel Maurice Parisot. Née le 4 octobre 1908 à Vieux-Thann (Haut-Rhin), elle est la fille de Guy de Place, ingénieur de l’École centrale et d’Hélène Duméril. Elle décède le 14 mars 2002.

## Biographie
Après son baccalauréat, elle passe ses diplômes de professeur en économie familiale. Très tôt, elle montre un intérêt pour l’action sociale qu’elle exerce en premier lieu dans son village en Alsace, à Vieux-Thann, en s’occupant de la formation des jeunes filles, puis dans un cadre professionnel.

### L'épouse du colonel Parisot
En 1933, elle épouse Maurice Parisot. Le couple s’installe en Tunisie, au Kef, dans le bled, à l’Oued Tessa, pour une durée de trois ans. C’est là que naît leur fille Anne-Marie Françoise.
Revenue à Paris en 1936, elle y vit quelques années heureuses jusqu’à la mobilisation : puis ce seront l’exode, des pérégrinations diverses ; très patriote, elle vit aussi dans l’inquiétude des femmes dont le mari est mobilisé.
Comme Maurice Parisot, elle est désespérée par l’armistice, reprend espoir après l’appel du 18 juin et est partante pour engager une action dans la Résistance auprès de son époux. Installés à Saint-Gô, dans la commune de Bouzon-Gellenave, entre Vic-Fezensac et Nogaro, Jeanne Parisot seconde son époux avec courage, discrétion et efficacité.
Elle pique de belles rages contre les lâches, les miliciens, les traîtres, mène son monde "tambour battant" et donne le meilleur d’elle-même.
Croyante, intransigeante et courageuse, elle accepte sans sourciller les coups du sort : l’incendie de sa maison en août 1944 (elle échappe par miracle aux nazis) et la mort de son mari sur le terrain de Francazal le 6 septembre 1944. Ses amis du Bataillon de l’Armagnac sont pour elle un grand réconfort. Elle est fière avec raison de sa médaille de la Résistance (et aussi de son "mérite agricole"). 

### La formation des femmes
Heureusement, bénéficiant d’une bonne santé, elle se remet au travail avec acharnement. Sollicitée par de nombreux mouvements, notamment la CGA, elle exerce en outre son métier dans le domaine de la formation des femmes, successivement à Toulouse, Orléans où elle dirige une école, puis à partir de 1949 à Marseille au sein de l’école de La Cadenelle où elle fonde et dirige une école rurale. Dans les départements des Bouches-du-Rhône et du Var, elle crée des "Centres" populaires de formation, avec succès. Elle a un sens de la pédagogie très développé et sait, à partir du concret, amener ses élèves à réfléchir et à se développer.

### L'action en Afrique
Entre 1958 et 1959, elle est envoyée en mission en Côte d'Ivoire auprès de Georges Monnet, ancien ministre de l’Agriculture dans le gouvernement Blum, alors ministre du Président Houphouët-Boigny, pour établir un programme de formation pour les femmes de ce pays.
Revenue en France, elle est nommée "expert" à la FAO en 1962 et y exerce ses fonctions jusqu’à sa retraite. Elle fonde alors une école de monitrices rurales à Thiès au Sénégal. À partir de cette époque, elle parcourt l’Afrique pour mettre en place des formations de monitrices (Algérie, Maroc, Sénégal, Mauritanie, Cameroun, Mali, Burundi, etc.). Entre ses missions, elle enseigne à La Cadenelle et profite de ses petits enfants. 

### La fin de vie
En 1971, à son grand regret, elle prend sa retraite et se consacre à d’autres activités dans le cadre de la "vie montante". Elle y met toute sa foi et son énergie. À partir de 1993, son action diminue et les signes de la maladie apparaissent.
Le fonds d'archives de la famille de Maurice Parisot est conservé aux Archives départementales du Gers.